# 海 (恵那市)

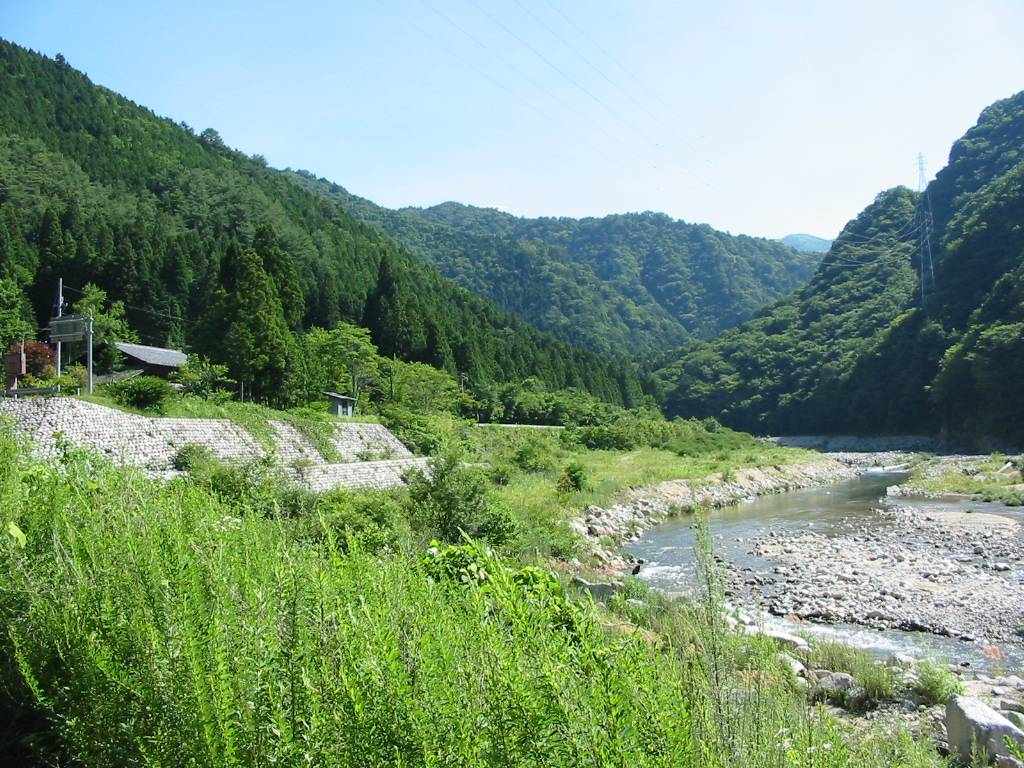
海 (2009年7月)

海（うみ）とは、岐阜県恵那市上矢作町の達原渓谷にある地名。

## 地名の由来
従来この地名については、昔「なぎくずれして、川をせきとめて海のようになった」ことに由来するとされてきたが、近年の地質調査からこのせきとめ湖については以下のふたつの可能性が指摘されている。
- 1586年（天正13年）岐阜県北西部を震源とする天正地震により、現在の恵那市上矢作町達原字荒で大規模な山体崩落が発生し、上村川が堰き止められ天然ダム湖が出来上がった。上矢作町達原に［海］と言う地名があるのは、そのことによるものであるという説が提唱されている（上村川の項目を参照）。
- 1721年（享保6年）上村川上流の長野県下伊那郡平谷村で大洪水が発生し、この天然ダム湖が決壊し失われた。

## 関連リンク
- 名古屋大学　岐阜県上矢作町の幻の湖
- 静岡大学　天正地震時の岐阜県上矢作町荒における大規模山体崩壊について